# Ян Хелмінський
Ян Хелмі́нський (пол. Jan Władysław Chełmiński; 27 січня 1851, Бжустув, Королівство Польське — 1925, Нью-Йорк, США — польський художник.

## Життєпис
Народився в сім'ї Максиміліана Хелмінського, гербу Наленч (1821—1878), надлісничого в Радзиці-Дужі та Казиміри (1821—?), гербу Тшаска, дочки Казиміра Глінки-Янчевського (1799—1880) і Феліції Єви Будкевич (1807—1844). Хрещений 19 жовтня 1851 року в костелі Святого Мартина в містечку Томашів-Мазовецький. Спочатку навчався в відомого польського художника Юліуша Коссака у Варшаві. Восени 1873 року виїхав до Мюнхена де вступив до Академії мистецтв. Навчався в класі античного мистецтва а через півроку студіював живопис в Олександра фон Вагнера та Олександра Штраухберга. Відвідував приватні лекції Юзефа Брандта та відомого німецького баталіста Франца Адама.
1888 року переїхав до Лондона де через п'ять років отримав британський паспорт з англійським правописом свого прізвища — Jan V. Chelminsky. Одинадцять років жив у різних містах Сполученого Королівства. 1897 року, під час перебування в Парижі, заснував Товариство опіки польського мистецтва. 1899 року виїхав до Петербурга, де прожив шістнадцять років. В 1915 році емігрував до Нью-Йорка, де провів решту свого життя.
Більшість його картин це переважно військові сцени з часів наполеонівських війн та Варшавського герцогства. Решта творів — жанрові картини, мисливська тематика та книжкові ілюстрації.

### Особисте життя
Після розлучення зі своєю першою дружиною, Марі Геншель (1858–?) з якою він познайомився ще у Мюнхені, одружився з Леоні (1859—1956), дочкою власника відомої Нью-Йоркської галереї «M. Knoedler & Co.»

## Галерея
|                                     |
| Повернення з ярмарку. Україна, 1879 |

|                      |
| Козаки в степу, 1874 |

|                        |
| Наполеон на чолі армії |

|                        |
| Маршал Ней та Наполеон |

|                     |
| Козацькі коні, 1885 |